# Viola Desmond
Viola Irene Desmond (Halifax, 6 de julho de 1914 – Nova Iorque, 7 de fevereiro de 1965) foi uma empresária afro-canadense que desafiou a segregação racial em uma sala de cinema em New Glasgow, Nova Escócia, em 1946. Ela se recusou a deixar uma área só para brancos no Roseland Theatre e foi condenada por violação menor de imposto pela diferença de um centavo entre o assento que ela tinha pago e o assento que ela usou, que era mais caro. O caso de Desmond é um dos incidentes de discriminação racial mais divulgados na história canadense e ajudou a iniciar o movimento de direitos civis moderno no Canadá.
Em 2010, Desmond recebeu um perdão póstumo, o primeiro a ser concedido no Canadá. O governo da Nova Escócia também pediu desculpas por condená-la por evasão fiscal e reconheceu que ela resistiu legitimamente à discriminação racial.
Em 2016, o Banco do Canadá anunciou que a Desmond seria a primeira mulher canadense a estampar uma nota de dinheiro, mas essa honra foi para Agnes Macphail, que apareceu juntamente com três homens numa nota comemorativa ao 150º aniversário da Confederação do Canadá. 
No final de 2018, Desmond será a primeira mulher canadense a figurar sozinha em uma nota de 10 dólares canadenses, que foi revelada pelo Ministro das Finanças, Bill Morneau e o presidente do Banco do Canadá  Stephen Poloz ,durante uma cerimônia, na Biblioteca Central de Halifax, em 8 de março de 2018. Desmond também foi nomeada Pessoa Histórica Nacional , em 2018.